# Waldhaus Wilhelmsthal

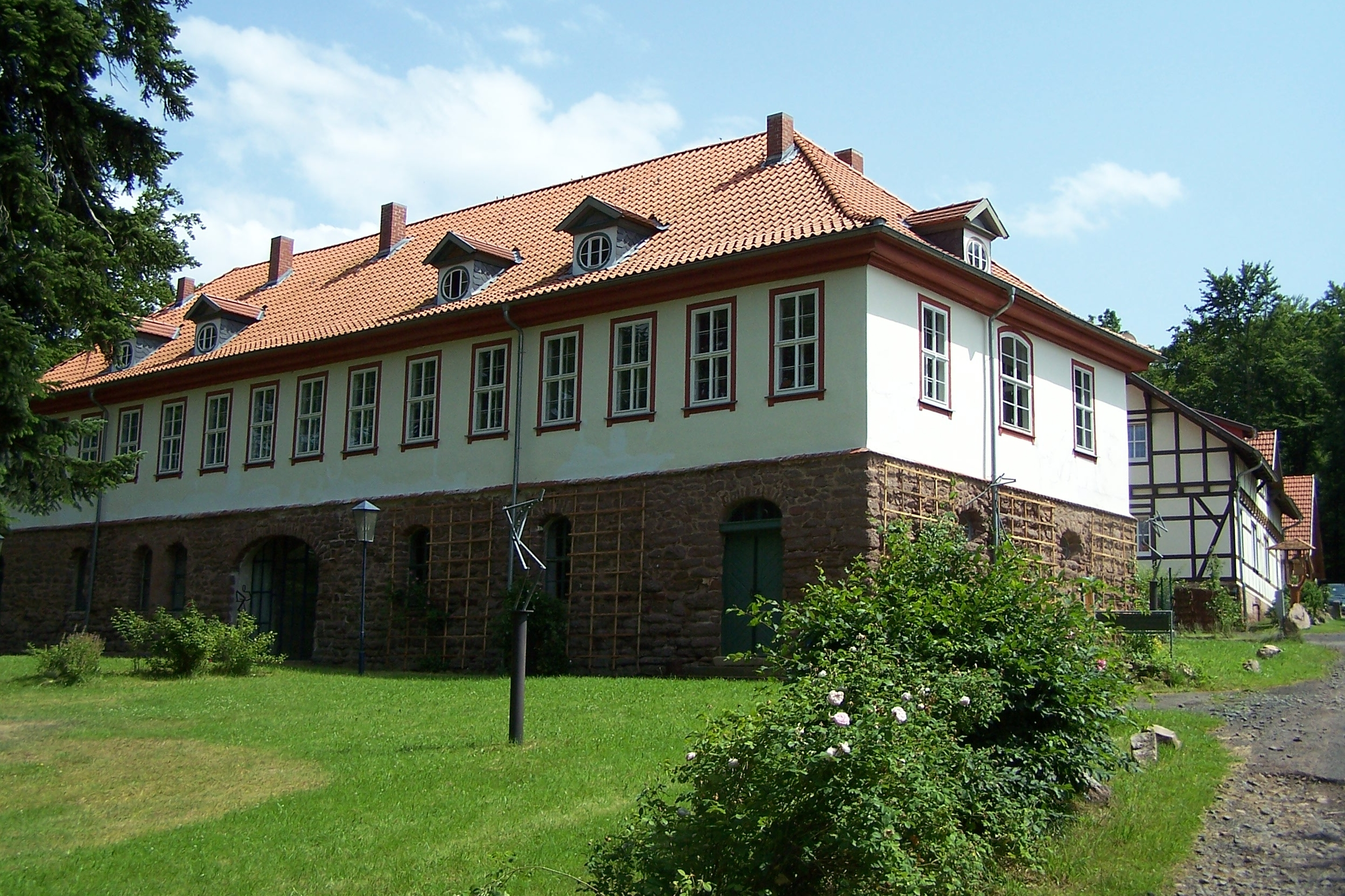
Das Waldhaus

Das Waldhaus ist ein denkmalgeschütztes Gebäude im Ortsteil Wilhelmsthal der Gemeinde Gerstungen im Wartburgkreis in Thüringen.

## Geschichte
Das Waldhaus Wilhelmsthal wurde um 1780 als Gästehaus des Schlosses Wilhelmsthal im Biedermeierstil errichtet.
Von 1903 bis 1906 wurde das Waldhaus grundlegend umgebaut und fortan als Wohn- und Verwaltungsgebäude der Forstverwaltung genutzt, zunächst auch nachdem das Schloss und seine Nebengebäude 1941 an das Thüringische Finanzministerium veräußert wurden. Gegen Ende des Zweiten Weltkrieges wurde im Gebäude ein Lazarett sowie Notwohnungen und Unterkünfte für Zwangsarbeiter eingerichtet. 1945 wurde das Waldhaus durch die Rote Armee beschlagnahmt und als Heerlager, später als Flüchtlingslager verwendet.
Nach dem Krieg wurde das Waldhaus zum Wohnhaus für Förster, Lehrer und Handwerker umgenutzt, eine Verkaufsstelle der Konsumgenossenschaft wurde im Erdgeschoss eingerichtet, ebenso eine Berufsschule für Köche.
Nach der Wende wurde das Waldhaus Anfang der 1990er Jahre geräumt, der Abriss des heruntergewirtschafteten Gebäudes war vorgesehen. 2000 bis 2006 erfolgte eine umfassende Sanierung des Gebäudes, welches nachfolgend als Domizil eines Kunstvereins diente. Für die Gestaltung der Fassade wurde den Eigentümern der Denkmalpreis des Wartburgkreises verliehen.
Das Gebäude wird seit 2022 als Seminarhaus mit Veranstaltungsräumen und Übernachtungsmöglichkeit genutzt. Gleichzeitig ist es Heimadresse des Vereins Kulturgut-Wilhelmsthal e.V.

## Bauform
Das 33 m × 12,5 m große Gebäude verfügt sowohl auf der West- wie auch auf der Ostseite über ein Treppenhaus. Im ersten Stock befinden sich, dem Biedermeierstil entsprechend, symmetrisch zwei Salons in der westlichen und östlichen Gebäudeecke.
Das Erdgeschoss wurde ursprünglich zum Unterstellen von Pferden und Kutschen genutzt und verfügte über zwei Toröffnungen. Ein abgetrenntes Zimmer diente als Wohnraum des Pferdeknechts. Das Haus verfügte über einen Weinkeller, einen Brunnen und einen Backofen. Eine Besonderheit der Bauzeit war eine innen liegende, an der Ostseite des Hauses installierte Toilette.
Beim Umbau zu Beginn des zwanzigsten Jahrhunderts wurde die zweite Toröffnung der Durchfahrt im Erdgeschoss verschlossen, der Stall wurde in mehrere Räume unterteilt, in denen in den 1940er Jahren unter anderem eine Gastwirtschaft, später eine Verkaufsstelle eingerichtet wurde.